# Psarce
Psarce – wieś w Polsce położona w województwie wielkopolskim, w powiecie szamotulskim, w gminie Pniewy.
Psarce leżą w pobliżu Sierakowskiego Parku Krajobrazowego.
W latach 1975–1998 miejscowość administracyjnie należała do województwa poznańskiego.